# Hirenandihal, Kushtagi
Hirenandihal là một làng thuộc tehsil Kushtagi, huyện Koppal, bang Karnataka, Ấn Độ.